# Martina Schönbächler
Martina Schönbächler (* 1965) ist eine ehemalige Schweizer Skilangläuferin.

## Werdegang
Schönbächler, die für den SC Einsiedeln startete, trat national erstmals in der Saison 1981/82 in Erscheinung. Dabei errang sie bei den Schweizer Meisterschaften 1982 den vierten Platz mit der Staffel und kam bei den Junioren-Skiweltmeisterschaften 1982 in Murau auf den 39. Platz über 5 km und auf den siebten Rang mit der Staffel. Nach Platz zwei über 10 km in Vättis und Rang eins über 5 km am Ibergeregg zu Beginn der Saison 1982/83 wurde sie bei den Schweizer Meisterschaften 1983 Zehnte über 20 km, Achte über 10 km und Vierte mit der Staffel. Bei den Junioren-Skiweltmeisterschaften 1983 in Kuopio belegte sie den 24. Platz über 5 km und den achten Rang mit der Staffel. In der Saison 1983/84 siegte sie in Vättis über 10 km und holte Silber bei den Schweizer Meisterschaften 1984 in Saint-Imier über 5 km. Bei den Junioren-Skiweltmeisterschaften 1984 in Trondheim lief sie auf den 25. Platz über 10 km und auf den zehnten Rang mit der Staffel. Im folgenden Jahr wurde sie Schweizer Meisterin über 10 km und belegte bei den nordischen Skiweltmeisterschaften in Seefeld in Tirol zusammen mit Karin Thomas, Annelies Lengacher und Evi Kratzer den sechsten Platz in der Staffel. Zudem errang sie den zweiten Platz beim Zermatter Nachtlanglauf und bei den Juniorenweltmeisterschaften in Täsch den achten Platz über 10 km und den fünften Platz mit der Staffel. In der Saison 1985/86 triumphierte sie in Les Saisies mit der Schweizer Staffel und belegte beim Zermatter Nachtlanglauf erneut den zweiten Platz. Bei den Schweizer Meisterschaften 1986 in Trun lief sie auf den sechsten Platz über 5 km und jeweils auf den fünften Rang über 10 km, 20 km und mit der Staffel. In ihrer letzten Saison 1986/87 siegte sie in Furtwangen mit der Staffel und belegte in Le Revard den zweiten Platz mit der Staffel. Bei den Schweizer Meisterschaften 1987 in Blonay wurde sie Sechste über 20 km Freistil.